# La Terrissa
La Terrissa (en francès La Terrisse) és un municipi francès situat al departament de l'Avairon i a la regió d'Occitània. Forma part de la regió del Roergue.

## Demografia
| 1962                                       | 1968 | 1975 | 1982 | 1990 | 1999 |
| ------------------------------------------ | ---- | ---- | ---- | ---- | ---- |
| 270                                        | 272  | 226  | 227  | 187  | 170  |
| Des de 1962: població sense dobles comptes |      |      |      |      |      |

## Administració
| Període | Identitat       | Partit |
| ------- | --------------- | ------ |
| 2001-   | Géraud Valadier |        |